# Kurt Joachim Lauk
Kurt Joachim Lauk (ur. 19 maja 1946 w Stuttgarcie) – niemiecki polityk, menedżer, poseł do Parlamentu Europejskiego VI kadencji.

## Życiorys
W 1966 ukończył szkołę średnią w Schwäbisch Hall, następnie studiował teologię i historię w ewangelickiej uczelni Tübinger Stift. Tytuł zawodowy magistra uzyskał w 1972 na Uniwersytecie Ludwika i Maksymiliana w Monachium. Był stypendystą DAAD na Uniwersytecie Stanforda. Został pracownikiem naukowym na Uniwersytecie Chrystiana Albrechta w Kilonii. Na tej uczelni w 1977 uzyskał stopień naukowy doktora filozofii.
W latach 1978–1984 był wiceprezesem zarządu Boston Consulting Group w Monachium, później pełnił przez pięć lat funkcję prezesa firmy włókienniczej. W latach 1989–1992 był zastępcą prezesa zarządu Audi AG w Ingolstadt, następnie dyrektorem finansowym spółki prawa handlowego w Düsseldorfie, członkiem zarządu DaimlerChrysler AG. Od 2000 prowadził zajęcia na Uniwersytecie Stanforda. W tym samym roku został przewodniczącym rady gospodarczej Unii Chrześcijańsko-Demokratycznej.
W 2004 z ramienia CDU uzyskał mandat deputowanego do Parlamentu Europejskiego. Był członkiem grupy chadeckiej, pracował w Komisji Gospodarczej i Monetarnej. W PE zasiadał do 2009.